# گمینا کوتونی
گمینا کوتونی (به لهستانی:  Gmina Kotuń) یک گمینا در لهستان است که در شهرستان شدلتسه واقع شده‌است. گمینا کوتونی ۱۴۹٫۸۷ کیلومتر مربع مساحت و ۸٬۵۶۳ نفر جمعیت دارد.